# Maiorem hac dilectionem
Maiorem hac dilectionem (in latino: "un amore più grande di questo") è una lettera apostolica promossa in forma di motu proprio l'11 luglio 2017 da papa Francesco. Il documento introduce una nuova via per procedere alla canonizzazione dei santi all'interno della Chiesa Cattolica Romana, basata sulla nozione dell'oblatio vitae ("offerta della vita"). Essa indica l'offerta della propria vita e la morte prematura per un altro individuo, il dare la propria vita come sacrificio per un altro.

## Contenuto
Francesco afferma anzitutto che non c'è amore più grande che sacrificare la propria vita per gli amici e per il prossimo, secondo quanto Gesù stesso afferma in Giovanni 15,13. Il versare il proprio sangue per un figlio di Dio non era contemplato tra le virtù eroiche del cristiano. Infatti, il martirio era proprio soltanto di coloro che morivano per Dio in odio della fede (in odium fidei), ma non di coloro che sacrificavano la vita per amore del prossimo (in merito alla seconda parte del Grande Comandamento).
I criteri per la beatificazione e canonizzazione in base all'oblatio vitae sono i seguenti:
- una libera e volontaria offerta di vita e un'eroica accettazione propria caritatem di una morte certa e prematura,
- un nesso tra l'offerta di vita e la morte prematura,
- la pratica, almeno per quanto ordinariamente possibile, delle virtù cristiane prima dell'offerta della vita e, poi, fino alla morte,
- l'esistenza di una fama di santità e di segni di tale santità, quanto meno dopo la morte,
- la necessità del miracolo per la beatificazione, avvenuta dopo la morte del Servo di Dio e attribuita alla sua intercessione.[2]

I criteri devono essere interpretati alla luce della costituzione apostolica Divinus perfectionis Magister, promulgata da papa Giovanni Paolo II nel 1983.

## Origini
La questione circa il fatto che si potesse stabilire una quarta via verso la santità emerse nel corso delle discussioni tra i membri della Congregazione per le Cause dei Santi in occasione del loro congresso ordinario tenutosi il 24 gennaio 2014. Il prefetto della congregazione, il cardinale Angelo Amato, rimise la questione al Papa durante l'incontro del 7 febbraio successivo. Secondo il vaticanista Marcello Bartolucci, il papa "approvò e incoraggiò" gli studi su questo quarto punto in relazione al quale veniva aperto un dossier per ulteriori ricerche.
Il 2 giugno 2016 ebbe luogo un incontro della congregazione dedicato al tema, alla presenza di diversi esperti, tra cui dieci consultori e cinque postulatori, di cui uno era il presidente della riunione, il vescovo Enrico dal Covolo. In tale sede, furono poste cinque domande su come la Congregazione potesse istituire un nuovo cammino di beatificazione e sui criteri da mettere in atto per attuarlo. Il 27 settembre, la sessione plenaria dei cardinali e dei vescovi membri della congregazione discusse tutte le dimensioni della questione e si espresse con un voto favorevole per questo nuovo percorso di canonizzazione, anche se fu evidenziata come caratteristica essenziale la necessità di un miracolo approvato. Le conclusioni di questa sessione furono trasmesse al Papa con lettera datata 28 novembre 2016.
Il 17 gennaio, il cardinale segretario di Stato Pietro Parolin informò il cardinale Amato che il precedente 10 gennaio il Papa aveva approvato le proposte per un nuovo cammino di beatificazione, chiedendo alla congregazione di redigere il testo di un documento per formalizzare l'approvazione.

## Pubblicazione
Nel suo articolo pubblicato da L'Osservatore Romano, Bartolucci notò che:
Bartolucci ha ulteriormente approfondito i criteri e ha affermato che le altre tre vie alla santità (martirio e virtù eroica, nonché la canonizzazione equipollente) non erano sufficienti per interpretare tutte le potenziali cause di santità in atto e pregresse, aggiungendo che la Congregazione per le Cause dei Santi aveva già discusso sulla percorribilità di una via alternativa.